# بتیگالا
بتیگالا (به لاتین: Betygala) یک شهرک در لیتوانی است که در شهرستان کاوناس واقع شده‌است. بتیگالا ۴۸۸ نفر جمعیت دارد.